# Халланд (провинция)
Халландо файле (швед. Halland) — историческая провинция на юго-западе Швеции в историческом регионе Гёталанд. В основном соответствует современному лену Халланд, однако небольшие части провинции относятся к ленам Сконе и Вестра-Гёталанд.
Граничит с провинциями Вестергётланд на севере, Смоланд на востоке и Сконе на юге, омывается водами пролива Каттегат на западе.
В Халланде четыре реки: Вискан, Этран, Ниссан и Лаган.

## Языки
Все диалекты, на которых говорят в Халланде, называют одним словом «Halländska» — халландский диалект, хотя они относятся к двум главным группам диалектов. На севере провинции говорят на гётландском диалекте, а на юге — на сконском диалекте, более близком к датскому языку.

## Интересные места
- Варбергская крепость, построенная в XIII веке. Спустя 200 лет были укреплены её стены. Сегодня это достопримечательность, очень популярная у туристов.
- Замок Чулёхольм, где проходили съёмки фильма датского режиссёра Ларса фон Триера «Меланхолия».